# Mark Mulcahy

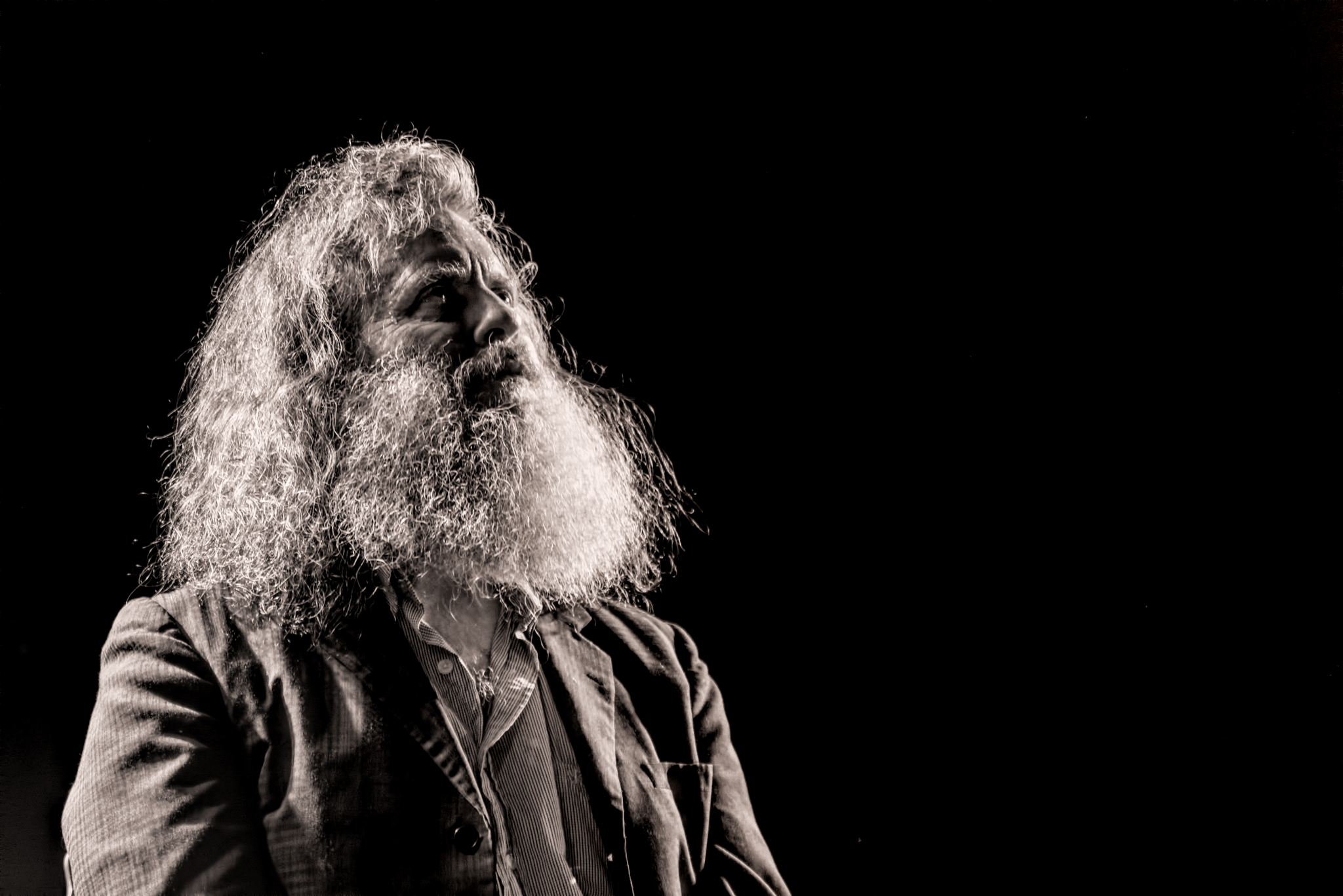

Mark Mulcahy es un cantante y compositor. Fue miembro y líder de la banda indie Miracle Legion desde mediados de la década de 1980 hasta mediados de los 90. Formó parte de Polaris banda con integrantes de Miracle Legion formada para la serie de televisión Las aventuras de Pete & Pete (1993-1996). Su canción se usó para el opening del programa durante los 3 años de emisión, también aparecen tocando la canción "Summerbaby" en un capítulo de la serie. Al terminar la serie Mulcahy siguió su carrera como solista.
Mulcahy fue telonero de varias bandas y artistas notables que incluyen a Oasis, Jeff Buckley e inclusive a Thom Yorke, cantante de Radiohead, que le dedicó una canción a Mulcahy en uno de sus shows.
En 2008 fallece su esposa Melissa, dejándolo a él solo a cargo de la crianza de sus hijas gemelas de 3 años de edad. En ese mismo año, un total de 21 artistas, entre los cuales se encuentran Frank Black(Pixies), Michael Stipe, Thom Yorke(Radiohead) y otros artistas destacados, graban un CD de covers de Mulcahy titulado Ciao My Shining Star: The Songs of Mark Mulcahy, con la intención de recaudar dinero, para darle apoyo económico en la crianza de sus hijas.

## Discografía como solista
- Fathering (1997) CD en The Mezzotint Label/Loose Records
- C.O.D. (1999) 7-inch vinyl en Lissy Records
- I Just Shot Myself in the Foot Again (2000) EP en Mezzotint
- smilesunset (2001) CD/LP on Mezzotint/Loose
- In Pursuit of Your Happiness (2005) CD en Mezzotint/Loose
- Love's The Only Thing That Shuts Me Up (2005) EP en Mezzotint